# Saiyidah Aisyah
Saiyidah Aisyah, singapurska veslačica, * 20. april 1988.
Za Singapur je nastopila v enojcu na Poletnih olimpijskih igrah 2016 v Rio de Janeiru in tako postala prva olimpijska veslačica te države. Osvojila je končno 23. mesto.